# Fearless Records
Fearless Records je americké alternativně rockově zaměřené hudební vydavatelství, které vzniklo v roce 1992 ve městě Westminster v Kalifornii a od roku 1994 podepisuje smlouvy s kapelami. Vydavatelství je známé především svojí pop punkovou érou, kdy vydávala alba kapel jako Bigwig and Dynamite Boy, a později Sugarcult, Plain White T's, The Aquabats, a post-hardcore skupiny At the Drive-In. V poslední době se zajímá spíše o alternativní skupiny jako A Static Lullaby, Rock Kills Kid, Mayday Parade, Alesana, Every Avenue and The Maine.

## Diskografie
Vydavatelství vydalo samo několik kompilačních alb, na kterých jsou mixovány písně jejich kapel. Nejznámější je jejich série Punk Goes..., která začala Punk Goes Metal a pak pokračovala obdobně Punk Goes Pop, Punk Goes Acoustic, Punk Goes 80's, Punk Goes 90's, Punk Goes Acoustic 2, Punk Goes Crunk, Punk Goes Pop 2 and Punk Goes Classic Rock. Desáté kompilační album z této série s jmenuje Punk Goes Pop 3 a bylo vydáno 2. listopadu 2010. Nejnovější album série se jmenuje Punk Goes Pop 4 a vyšlo 21. listopadu 2011.

## Současné kapely
- The Aquabats
- A Skylit Drive
- Blessthefall
- Breathe Carolina (Fearless/Columbia Records)
- Chunk! No, Captain Chunk!
- Eve 6
- For All Those Sleeping
- Go Radio
- Let's Get It
- Mayday Parade (Fearless/Atlantic Records)
- Motionless In White
- Pierce The Veil
- The Static Jacks
- Tonight Alive
- The Word Alive

## Dřívější kapely

### Aktivní
- Alesana
- The Almighty Trigger Happy
- Artist vs. Poet
- Bazookas Go Bang!
- Bigwig
- Dead Lazlo's Place
- Funeral Party
- Gatsbys American Dream
- Glue Gun
- The Maine
- Gob
- The Killing Moon
- Knockout
- Logan Square
- Lonely Kings
- The Outline
- Plain White T's
- Portugal. The Man
- Sparks the Rescue

### Neaktivní
- 30 Foot Fall
- Amely
- Anatomy of a Ghost
- A Static Lullaby
- At the Drive-In
- Beefcake
- Bickley
- Blount
- Brazil
- Chuck
- Classic Case
- Cruiserweight
- Drunk In Public
- Dynamite Boy
- Every Avenue
- Eye Alaska
- Family Values
- Fed Up
- The Fully Down
- Glasseater
- Grabbers
- Junction 18
- Keepsake
- The Kinison
- The Morning Light
- Motherfist
- Near Miss
- Nipdrivers
- Red Fish
- Rock Kills Kid
- RPM
- So They Say
- Straight Faced
- Sugarcult (pauza)
- White Kaps
- Yesterdays Rising